# Anthephora
Anthephora es un género de plantas herbáceas perteneciente a la familia de las poáceas. Es originario de África tropical y el sur de Arabia, América tropical. En suelos mesofíticos a xerofíticos, en hábitats abiertos. En lugares secos, en la arena de la sabana. Comprende 35 especies descritas y de estas, solo 11 aceptadas.

## Descripción
Son plantas anuales; con tallos 15–50 cm de alto, erectos a decumbentes y enraizando en los nudos, ramificándose desde los nudos inferiores; plantas hermafroditas. Hojas generalmente caulinares, papiloso-pilosas a casi glabras; lígula de 1.5–3 mm de largo, membranácea, café; láminas lineares, 4–20 cm de largo y 2–8 mm de ancho, aplanadas. Inflorescencia terminal, cilíndrica, espiciforme con fascículos de espiguillas, espiga 4–12 cm de largo y 5–8 mm de ancho, fascículos 40–60, 5–7 mm de largo, desarticulándose como una unidad, el estípite 0.3–0.7 mm de largo; brácteas del involucro acuminadas, escasamente recurvadas; espiguillas fértiles 3.5–4.5 mm de largo, lanceoloides, agudas, con 2 flósculos, gluma inferior ausente, gluma superior subulada, 1.7–4.2 mm de largo, incluyendo una arista 0.5–1.4 mm de largo, 5-nervia, el dorso hacia el raquis, lema inferior tan larga como la espiguilla, 7-nervia, escabriúscula entre las nervaduras, flósculo superior bisexual, lema superior tan larga como la espiguilla, tenuemente 3-nervia, glabra, anteras 1.1–1.4 mm de largo. Cariopsis 2 mm de largo.

## Taxonomía
El género fue descrito por Johann Christian Daniel von Schreber y publicado en Beschreibung der Graser 2: 105. 1810. La especie tipo es: Anthephora elegans Schreb. 
Etimología
El nombre del género proviene del griego anthe (flor) y pherein (llevar).
Citología
El número cromosómico básico del género es x = 9, con números cromosómicos somáticos de 2n = 18, 36 y 40, ya que hay especies diploides y una serie poliploide.

## Especies aceptadas
A continuación se brinda un listado de las especies del género Anthephora aceptadas hasta abril de 2014, ordenadas alfabéticamente. Para cada una se indica el nombre binomial seguido del autor, abreviado según las convenciones y usos.
- Anthephora ampullacea Stapf & C.E.Hubb.
- Anthephora argentea Gooss.
- Anthephora cristata (Döll) Hack. ex De Wild. & T.Durand
- Anthephora elongata De Wild.
- Anthephora hermaphrodita (L.) Kuntze
- Anthephora laevis (Schweinf.) Stapf & C.E.Hubb.
- Anthephora nigritana Stapf & C.E.Hubb.
- Anthephora pubescens Nees
- Anthephora pungens Clayton
- Anthephora schinzii Hack.
- Anthephora truncata Robyns[4]